# ويليام كينيدي ديكسون
ويليام كينيدي ديكسون (بالإنجليزية: William Kennedy Dickson)‏ هو مهندس ومصور ومصور سينمائي ومخترِع ومنتج أفلام ومخرج وممثل بريطاني، ولد في 3 أغسطس 1860 في فرنسا، وتوفي في 28 سبتمبر 1935 بتويكنهام في المملكة المتحدة.

## أعمال

### أفلام
- (1894) عطسة فريد أوت

## وصلات خارجية
- ويليام كينيدي ديكسون على موقع IMDb (الإنجليزية)
- ويليام كينيدي ديكسون على موقع الموسوعة البريطانية (الإنجليزية)
- ويليام كينيدي ديكسون على موقع روتن توميتوز (الإنجليزية)
- ويليام كينيدي ديكسون على موقع ألو سيني (الفرنسية)
- ويليام كينيدي ديكسون على موقع قاعدة بيانات الأفلام السويدية (السويدية)
- ويليام كينيدي ديكسون على موقع إن إن دي بي (الإنجليزية)
- ويليام كينيدي ديكسون على موقع قاعدة بيانات الفيلم (الإنجليزية)
- ويليام كينيدي ديكسون على موقع كينوبويسك (الروسية)